# Jclic
JClic — набор бесплатных программных приложений под лицензией GNU General Public License, среда создания приложений для осуществления различных видов учебной деятельности: тесты, задания на ассоциации, упражнения с текстом, кроссворды, пазлы и т. д.
JCLic состоит из трёх основных компонентов: 
- JCLic — основная программа, используемая для выполнения заданий. Она позволяет создавать и организовывать свою собственную библиотеку проектов, и делать выбор между различными вариантами графических сред и операционных функций
- JClic author — инструмент, позволяющий создавать и изменять JClic-проекты при помощи интуитивно понятной визуальной среды. Программа дает возможность создавать Java-апплеты образовательных приложений для их включения в  Веб-страницы. Задания также могут быть интегрированы в библиотеку проектов.
- JClic reports — модуль, позволяющий управлять базой данных отчётов о выполнении учащимися заданий, включенных в различные JClic-проекты. Программа работает в сети и предоставляет возможность получения статистических отчётов о результатах.

Программа JClic написана на языке Java и работает в различных операционных системах: Windows, Linux, Mac OS X и Solaris.
Разработка проекта JClic в настоящее время ведётся на веб-портале Департамента университетских исследований и информационного общества (DURSI) правительства Каталонии.